# Grallaricula flavirostris
Az okkersárgamellű hangyászpitta (Grallaricula flavirostris) a madarak osztályának verébalakúak (Passeriformes) rendjébe és a hangyászpittafélék (Grallariidae) családjába tartozó faj.
A magyar név forrással nincs megerősítve.

## Előfordulása
Costa Rica, Panama, Bolívia, Kolumbia, Ecuador és Peru területén honos. A természetes élőhelye szubtrópusi és trópusi síkvidéki és hegyi esőerdők.

## Megjelenése
Testhossza 10 centiméter, testtömege 14-18 gramm.
|  |

## Alfajai
- Grallaricula flavirostris boliviana
- Grallaricula flavirostris brevis Nelson, 1912
- Grallaricula flavirostris costaricensis Lawrence, 1866
- Grallaricula flavirostris flavirostris
- Grallaricula flavirostris mindoensis
- Grallaricula flavirostris ochraceiventris Chapman, 1922
- Grallaricula flavirostris similis
- Grallaricula flavirostris zarumae[4]